# الشيطان (فلم 2017)
شيطان هو فلم أصدر سنة 2017 تم تصوير أحدات فيلم في الهند التي تتحدت عن شياطين وكيفت قتلهم لناس الفيلم هو فيلم رعب

## روابط خارجية
- مقالات تستعمل روابط فنية بلا صلة مع ويكي بيانات